# Кенче
 Кенче  — деревня в Куженерском районе Республики Марий Эл. Входит в состав Салтакъяльского сельского поселения.

## География
Находится в северо-восточной части республики Марий Эл на расстоянии приблизительно 11 км на юг-юго-восток от районного центра посёлка Куженер.

## История
Деревня была образована в 1920 году. В 1932 году в деревне проживало 84 человека, из них 9 — мари, 75 — русские. В 1940 году деревня состояла из 14 хозяйств, в ней проживало 72 человека. В 1960 году в деревне было 18 домов, проживало 114 человек. В 2004 году в деревне насчитывалось 7 хозяйств, дома были все деревянные. В советское время работали колхозы «Кенче» и «Память Ильича».

## Население
Население составляло 16 человек (мари 100 %) в 2002 году, 10 в 2010.